# Franz Roth
Franz Roth (Memmingen,  1946. április 27.  –) német válogatott BEK, KEK és Interkontinentális kupa-győztes játékos. Pályafutása csúcsa az 1966 és 1978 között a Bayern München játékosaként eltöltött 12 év volt. Jogosan tartják a „fontos gólok emberének“, mivel 1967-ben győztes góllal segítette a Bayern Münchent az egyetlen KEK megnyeréséhez, valamint 1976-ban egy szintén 1-0-ra végződő BEK-győztes döntőben szerzett győztes gólt. Erős lövéseivel és teherbírásával érdemelte ki a „bika“ (der Bulle) becenevet.

## Pályafutása

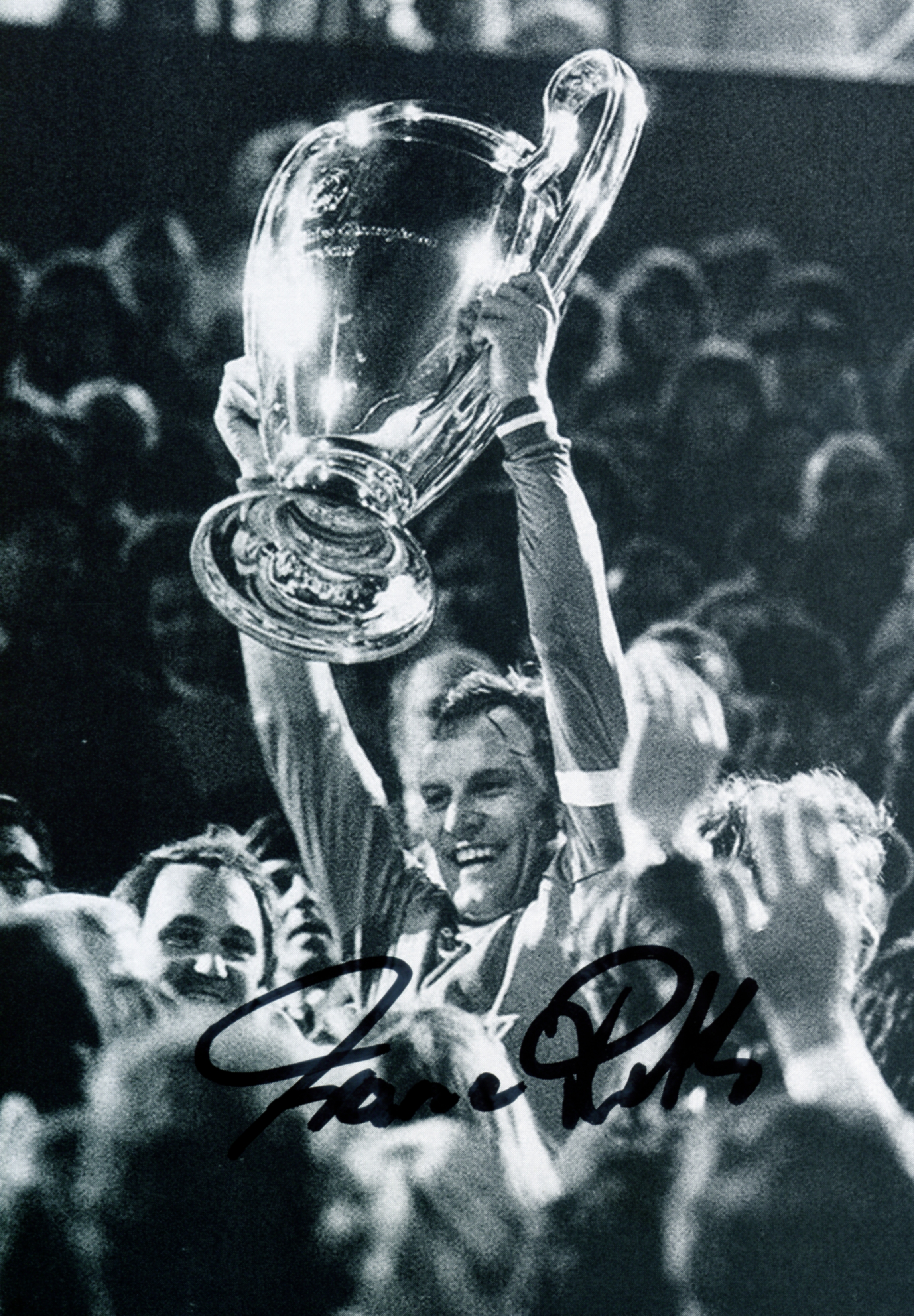
Franz Roth 1975-ben a BEK-trófeával

Franz Roth karrierjét az SV Bertoldshofen utánpótlás csapatában kezdte. 1964-ben két évre kötelezte el magát az SpVgg Kaufbeuren ifi csapatába. A Bayern München felfigyelt játékára, és szerződést kínált Roth számára, amit el is fogadott. 1966 augusztus 27-én a második fordulóban debütált a Bayern München színeiben a Fortuna Düsseldorf elleni 0-0-ra végződő mérkőzésen. Első gólját 1966 szeptember 10-én a 4. fordulóban szerezte meg a Karlsruher SC ellen aratott 6-1-es győztes mérkőzés során. Első szezonjában német bajnok és kupagyőztes, valamint KEK győztes lett. Az 1-0-ra végződő KEK-döntő 108. percében ő szerezte a győztes találatot. A tökéletesnek mondható szezonja alatt behívót kapott a német utánpótlás válogatottba. A DFB-utánpótlás válogatottban 1967-ben és 1968-ban 11 alkalommal léphetett pályára. 1969-ben Németország U-23-as válogatottjában egy alkalommal szerepelt, viszont a felnőtt csapatban nem kapott sok bizalmat. Ezt bizonyítja, hogy 1967 és 1970 között csupán négyszer léphetett pályára. Címeres mezben nem szerzett gólt. 1974-ben, 1975-ben és 1976-ban is BEK győztes lett. Az 1976-ban az 1-0-ra megnyert döntőben ő szerezte a győztes gólt. Az 1976-os év végén felült a klublabdarúgás csúcsára, amikor megnyerte az Interkontinentális kupát. 1978. március 4-én, a Bundesliga 28. fordulójában játszotta utolsó mérkőzését Roth a Bayern München színeiben.
1978 nyarán az osztrák SV Casino Salzburg csapatába igazolt. Alapemberként számítottak rá új csapatában. 1978 nyara és 1979 tele között 31 mérkőzésen lépett pályára. Az 1979/80-as szezon második felét újra Németországban töltötte az SV Sandhausen csapatában, ahol 8 alkalommal lépett pályára. A nyáron befejezte profi karrierjét. 1980 és 1985 között az amatőr TSV Mindelheimban futballozott.

## Sikerei

### FC Bayern München
- Német bajnok (4): 1968/69, 1971/72, 1972/73, 1973/74
  - ezüstérmes (2): 1969/70, 1970/71
- Kupagyőztes (3): 1967, 1969, 1971
- BEK-győztes (3): (1974, 1975, 1976)
- Kupagyőztesek Európa-kupája (1): (1967)
- Interkontinentális kupa-győztes (1): (1976)